# Fulton (Arkansas)
Fulton – miasto w Stanach Zjednoczonych, w stanie Arkansas, w hrabstwie Hempstead.